# Букрая Гаммуді Баюн
Букрая Гаммуді Баюн (нар. 1954) — політичний діяч Західної Сахари, представник Полісаріо в Іспанії.

## Життєпис
Вивчав економіку в Гаванському університеті (Куба).
У 1985—1993 роках обіймав посаду міністра торгівлі. Двічі, у 1993–1995 та 1999–2003 роках, очолював уряд Сахарської Арабської Демократичної Республіки. Від 1995 до 1999 року був міністром економічного розвитку й торгівлі. Під час другого терміну на посту прем'єр-міністра одночасно очолював міністерство внутрішніх справ.
У 2003–2008 роках був губернатором (валі) вілаєту Смара. Від 2008 року є представником фронту Полісаріо в Іспанії.